# Antonio Sau Olite
Antonio Sau Olite (Luceni, província de Saragossa, febrer de 1910 - Barcelona, 1987) va ser un director de cinema aragonès durant la dècada del 1930.

## Biografia
Antonio Sau va emigrar en 1922 a Barcelona. Va tenir simpaties per la política més renovadora en la seva joventut. Aviat va col·laborar en dues revistes de cinema barcelonines, El Cine i Popular Film. Es va iniciar gràcies a elles en la cinematografia però així mateix va acudir a acadèmies de cinema a Barcelona. Amb Aragonés i Pujol, va muntar un laboratori cinematogràfic en els baixos d'una porteria. Era molt modest, i pertanyia al cinema mut.
En arribar el sonor va treballar com a «doblador» als Estudis Trilla-La Rivay, i, més tard, a La Voz de España. En 1936, van fugir bastants directors, però Sau es va unir al grup de tècnics de la zona republicana i va quedar sota el mandat de la CNT, que havia col·lectivitzat el Sindicat de l'Espectacle.

## Cinematografia
Se'l recorda especialment per Aurora de esperanza, amb guió seu de contingut social (i amb suport d'aquesta agrupació política). Va ser una pel·lícula estrenada l'any 1937 i fet per SIE Films de Barcelona (Estudis Orphea); recull, a través de la tragèdia d'una família que es queda al carrer, els corrents revolucionaris de l'època. El protagonista envia a la seva família perquè sobrevisqui al poble. Es va indignant davant el conformisme general, fa un míting i organitza una Marxa de Fam entre els aturats. Quan avança amb els seus companys per a protestar davant les autoritats, i passa pel poble familiar, és quan esclata la revolució. És un dels escassos exemples, al cinema espanyol, de cinema que aborda la crisi del proletariat i la reivindicacions socials. Els seus personatges són bastant versemblants, no és molt maniquea, i té una forma acceptable (per a alguns, amb influx de l'estètica russa, encara que hi ha uns clarobscurs expressionistes). El 1937 també faria el guió de Barrios bajos, de Pedro Puche.
En concloure la guerra, Sau va tenir grans dificultats per a reiniciar la seva carrera cinematogràfica. Però va roda Alma baturra, 1948 (69 min) a Espanya, amb guió d'Antonio Sau Olite i Juan Ruiz del Olmo. I va ser ajudant de direcció a Los millones de Polichinela, de Gonzalo Delgrás; així com director de producció de Muchachas de Bagdad, de 1952 (per Jerónimo Mihura) i ¿Dónde vas, Alfonso XII?, 1959 (per Luis César Amadori). El 1956 es va retirra del cinema i s'establí definitivament a Barcelona, on va treballar com a importador d'aparells fotogràfics i cinematogràfics.